# Sébastien Hidalgo
Sébastien Hidalgo (ur. 11 stycznia 1978) – francuski zapaśnik w stylu klasycznym. Olimpijczyk z Pekinu 2008, gdzie zajął trzynaste miejsce w kategorii 60 kg. Zajął czternaste miejsce na mistrzostwach świata w 2009. Piąty w mistrzostwach Europy w 2008. Czwarty w Pucharze Świata w 2001 i dziewiąty w 2009 roku.
Sześciokrotny mistrz Francji w latach: 2000, 2001, 2006 - 2008 i 2010; drugi w 1997, 2002 - 2004, 2009 i 2011, a trzeci w 1996 i 1999 roku.